# Hypertrofi
Hypertrofi (fra græsk ὑπέρ- hyper- "større/flere", -τροφή, -trophia "ernæring/vækst") er et lægeligt udtryk, som betegner forøgelsen eller svulmen af celler, væv, legeme eller organ. Årsagen til dette kan være rigelig ernæring, øget brug eller hormonstimulation.

## Histologi
Ved hypertrofi vokser cellerne i størrelse, mens celletallet bevares. Dette ses fx i muskler der trænes. Her vil en biopsi afsløre, at der ikke kommer flere celler, kun at de eksisterende celler bliver bredere. I endometriet kombineres hyperplasi og hypertrofi i proliferationsfasen af menstruationscyklusen.
Hypertrofi skal ikke forveksles med begreberne dysplasi og neoplasi. Disse begreber dækker over henholdsvis celleforandringer, der evt. kan blive til cancer, og decideret nyvæskst/tumor vækst, der kan være både malign (cancer) eller benign.

## Myofibrillær hypertrofi
Som nævnt, så bruges udtrykket hypertrofi også om den muskeltilvækst man ser når muskler udsættes for belastning, som ved eksempelvis styrketræning. Den type hypertrofi man ser i muskelceller kaldes helt specifikt for myofibrillær hypertrofi, og opstår fordi mængden af actin og myosin i de enkelte muskelceller øges. Musklen bliver som et resultat heraf større og stærkere - altså øges den maksimale styrke.